# وولف هيغمان
وولف هيغمان (بالألمانية: Wolf Hagemann)‏ هو عسكري ألماني، ولد في 20 يوليو 1898 في غلاسهوته في ألمانيا، وتوفي في 12 سبتمبر 1983 في مورناو أم شتافلزي ‏ في ألمانيا.